# Galina Leontyeva
Galina Aleksandrovna Leontyeva, em russo:  Галина Александровна Леонтьева; (Iaroslavl, 6 de novembro de 1941 - 4 de fevereiro de 2016) foi uma ex-jogadora de voleibol da Rússia que competiu pela União Soviética nos Jogos Olímpicos de 1968 e 1972.
Em 1968, ela fez parte da equipe soviética que conquistou a medalha de ouro no torneio olímpico, no qual atuou em sete partidas. Quatro anos depois, ela participou de quatro jogos e ganhou a segunda medalha de ouro com o conjunto soviético no campeonato olímpico de 1972.